# Håkonskär (Kökar, Åland)
Håkonskär är ett skär i Åland (Finland). Det ligger i den sydöstra delen av landskapet, 50 km öster om huvudstaden Mariehamn. Håkonskär ligger 7 meter över havet.
Terrängen runt Håkonskär är mycket platt. Havet är nära Håkonskär åt nordväst. Trakten är glest befolkad. Närmaste större samhälle är Kökar, 7,8 km söder om Håkonskär. 